# شهرستان لژایسک
شهرستان لژایسک (به لهستانی: Powiat Leżajsk) یک شهرستان در لهستان است که در استان پودکارپاتسکیه واقع شده‌است. شهرستان لژایسک ۵۸۳٫۰۱ کیلومتر مربع مساحت و ۶۹٬۲۳۵ نفر جمعیت دارد.